# Facultad de Formación del Profesorado de Cáceres
La Facultad de Formación del Profesorado de Cáceres es una de las facultades del Campus de Cáceres. Localizada en la ciudad de Cáceres (España), y fundada en 1842 como Escuela Normal de Magisterio, es una de las facultades más antiguas del Campus. El centro oferta enseñanzas de pregrado y posgrado. Concretamente se pueden cursar los Grados de Maestro en educación infantil, primaria y el Grado en Educación Social.

## Historia
La actual Facultad de Formación del Profesorado es el centro con más larga tradición educativa de la universidad de Extremadura, ya que sus inicios se remontan al año 1842, en el que se crea la Escuela Normal de Maestros de Cáceres. A lo largo de estos años, han sido muchas las generaciones de maestras y maestros formados en sus aulas, hasta que con la Ley General de Educación de 1970 las Escuelas Normales se integraron plenamente en las universidades españolas. De esta forma, la Escuela Normal de Magisterio de Cáceres pasó a formar parte de la Universidad de Salamanca, con la denominación de Escuela Universitaria de Formación del Profesorado de Educación General Básica de Cáceres, hasta que en 1973, con la creación de la Universidad de Extremadura, se integró en la misma.
En los años 90 del pasado siglo, de acuerdo con la nueva ordenación del Sistema Educativo, se hizo necesaria la adecuación de los Planes de Estudio al nuevo contexto y se inició la docencia de las especialidades que se han venido impartiendo hasta la actualidad. De esta forma, se implanta progresivamente la Diplomatura de Maestro/a en sus especialidades de Educación Física, Educación Musical, Educación Infantil, Lenguas Extranjeras y Educación Primaria, con la consiguiente extinción de las especialidades de Preescolar, Ciencias, Ciencias Humanas y Lengua Española e Idiomas Modernos. Igualmente, en el curso 1995-96 se incorpora a la oferta educativa del Centro la Diplomatura de Educación Social.
En 1999, con la incorporación a sus aulas de la Licenciatura de Antropología, la vieja Escuela de Magisterio, entonces Escuela de Formación del Profesorado de E.G.B. de Cáceres, se convierte en la actual Facultad de Formación del Profesorado.
El año 1992, coincidiendo con el 150 aniversario de su creación, el centro fue distinguido con la Medalla de Extremadura, en reconocimiento a su labor educativa e institucional en la promoción humana, cultural y social de los extremeños.

## Información académica

### Organización
La Facultad de Formación del Profesorado de Cáceres se compone de nueve departamentos: Ciencias de la Educación, Didáctica de las Ciencias Experimentales y de las Matemáticas, Didáctica de las Ciencias Sociales, Lengua y Literatura, Didáctica de la Expresión Musical, Plástica y Corporal, Dirección de Empresas y Sociología, Filología Hispánica y Lingüística General, Filología Inglesa, Lenguas Modernas y Literaturas Comparadas y Psicología y Antropología.
En la Facultad de Formación del Profesorado se pueden cursar los siguientes estudios Grado y y Postgrado (Curso 2017/18):
- Grado en Educación Primaria
- Grado en Educación Primaria - Bilingüe (Inglés-Español)
- Grado en Educación Infantil
- Grado en Educación Social
- Máster Universitario de Enseñanza de Portugués como Lengua Extranjera para Hispanohablantes
- Máster Universitario en Antropología Social
- Máster Universitario en Educación Digital
- Máster Universitario de Investigación en Ciencias Sociales y Jurídicas
- Máster Universitario en Formación del Profesorado en Educación Secundaria

## Comunidad

### Estudiantes
En el curso académico 2017-2018, la Facultad cuenta con 2.268 estudiantes, de los que 2.028 son alumnos de pregrado y 240 de posgrado.

### Profesores
En el curso académico 2013-2014, la Facultad cuenta con 104 profesores. El 56 % del total posee título de doctor.